# Wedendorf
Wedendorf est une commune d'Allemagne du Mecklembourg-Poméranie-Occidentale qui se trouve dans l'arrondissement du Mecklembourg-du-Nord-Ouest à 13 km de Grevesmühlen et 30 km de Lübeck. Sa population était de 282 habitants au 31 décembre 2008. Les villages de Kasendorf et Kirch Grambow appartiennent à la commune.

## Architecture
Wedendorf est connu pour son château de Wedendorf, devenu aujourd'hui un hôtel.